# Wojciech Marchut
Wojciech Marchut (ur. 5 kwietnia 1869 w Wolinie, zm. 5 lutego 1938 tamże) – polski rolnik, działacz społeczny ziemi niżańskiej, poseł na Sejm II Rzeczypospolitej Polskiej (1919–1922).

## Życiorys
Był synem Antoniego Marchuta i Marii z domu Jarosz. Ukończył szkołę ludową. Odbył trzyletnią służbę w armii austriackiej. 26 czerwca 1894 poślubił Katarzynę z domu Gemzik. Mieli jedenaścioro dzieci: syna i dziesięć córek.
Prowadził gospodarstwo rolne w Wolinie. Był zastępcą wójta, naczelnikiem Ochotniczej Straży Pożarnej i kierownikiem Kółka Rolniczego w Wolinie oraz członkiem Rady Przybocznej Składnicy Kółek Rolniczych w Nisku. Pisał artykuły do tygodnika ilustrowanego "Przyjaciel Ludu".
W latach 1919–1922 był posłem na Sejm Ustawodawczy II RP. Mandat uzyskał z listy nr 2 w okręgu wyborczym nr 44 (tarnobrzeskim). Należał do Klubu Poselskiego PSL-Lewica. Działał w Komisji Odbudowy Kraju i Komisji Wodnej. W związku z rosnącymi wpływami PSL "Piast" prowadził z innymi posłami PSL "Lewica" ożywioną działalność polegającą na organizowaniu zebrań i wieców, gdzie krytykowano działalność "Piasta", prowadzenie wojny z Rosją sowiecką, nakładane kontyngenty, nie realizowanie reformy rolnej.
Był członkiem Wydziału Wykonawczego Naczelnej Rady Chłopskiej PSL-Lewica.
Pochowany jest na cmentarzu w Racławicach.